# Eulenspiegel (Satirezeitschrift 1928–1933)
Der Eulenspiegel war eine deutsche Satirezeitschrift, die zwischen 1928 und 1933 erschien.

## Verlag
Am 1. April 1928 war die erste Nummer des „Eulenspiegels“ in der „Eulenspiegel-Verlagsgesellschaft“ erschienen, ab Heft 10/1929 wurde die Zeitschrift vom „Neuen Deutschen Verlag“, der zu Willi Münzenbergs Zeitungskonzern gehörte, veröffentlicht.
Münzenbergs erklärtes Ziel war es, bürgerlichen Pressekonzernen wie Ullstein, Mosse und Hugenberg ein kommunistisches Gegengewicht zur Seite zu stellen. Die Zugehörigkeit zum Münzenberg-Konzern ermöglichte es dem „Eulenspiegel“ beispielsweise, Auszüge aus anderen Zeitschriften des Konzerns oder Teil- und Vorabdrucke aus den Buchproduktionen des „Neuen deutschen Verlags“ und der „Universumsbücherei“ zu veröffentlichen. Werbung wurde vor allem für Münzenberg-Produkte gemacht. Der „Eulenspiegel“ war somit finanziell abgesichert, ohne in Abhängigkeit von einem beeinflussenden Anzeigenmarkt zu geraten.
Als Herausgeber und Redaktionsleiter des Monatsheftes fungierte der Berliner Maler Otto Nagel; für die Textbeiträge zeichnete vom zweiten Heft bis zu seinem Tod im Dezember 1929 der Journalist Bruno W. Reimann verantwortlich. Danach übernahm Nagel auch Reimanns Part.

## Form
Mit ihrem Format von 38 × 28 cm entsprach die satirische Zeitschrift zunächst dem „Simplicissimus“. Titel und Rückseite des zwölf Seiten dünnen Heftes waren zweifarbig gestaltet. In den folgenden Jahren veränderten sich Papierqualität, Format, Drucktechnik und Umfang der Zeitschrift mehrmals, bis sie im Juli 1930 auf handlichere 23,5 × 31,5 cm geschrumpft und im Umfang auf 16 Seiten (davon acht farbig) angewachsen war. Der „Eulenspiegel“ hatte damit Magazincharakter.
Der Aufbau der Einzelhefte folgte keinem festen Schema, sondern passte sich den inhaltlichen Erfordernissen an. Quantitativ dominierte die Karikatur mit einem Anteil von 60 bis 75 Prozent leicht über die Textbeiträge.

## Inhalt
Veröffentlicht wurden Gedichte, Glossen, Kurzgeschichten und Witze aber auch sachbezogene Artikel, zuweilen als Serie. Auf der Bildebene spielten Illustrationen, Bildergeschichten und Karikaturen eine Rolle.

## Auflage und Vertrieb
Die Auflage des „Eulenspiegels“ betrug zunächst 80.000 Exemplare. 1931 verkauften sich 115.000 Hefte. Der niedrige Preis von anfangs 30 und später 20 Pfennig machte ihn auch für Erwerbslose erschwinglich und mag eine Rolle bei diesen für eine satirische Zeitschrift ungewöhnlich hohen Verkaufszahlen gespielt haben. Dagegen kostete der „Simplicissimus“ 60 Pfennig, der „Kladderadatsch“ 57 Pfennig und die „Brennessel“ anfänglich 50, später 40 Pfennig.
Der Vertrieb des „Eulenspiegel“ erfolgte nicht nur über Buchhandel, Kioske und Post, sondern auch über Kolporteure, mit deren Hilfe notfalls die Zensur unterlaufen werden konnte. Probleme mit der Obrigkeit sind allerdings nur in zwei relativ unbedeutenden Fällen dokumentiert, die Nagel werbewirksam umzumünzen verstand.
Nach Auslieferung des Oktoberheftes 1932 verließ Otto Nagel überraschend die Zeitschrift. Da kein adäquater Nachfolger zur Verfügung stand, wurde das Heft von einem Kollektiv gestaltet. Die formale und redaktionelle Verantwortlichkeit übernahm der Grafiker Werner Eggert bis zum Ende des Jahrgangs. Im Januar 1932 wurde der „Eulenspiegel“ in „Roter Pfeffer“ umbenannt und erschien unter diesem Namen bis zu seinem Verbot im Februar 1933.

## Blattlinie
Der von Christian Dietrich Grabbe entlehnte Untertitel „Zeitschrift für Scherz, Satire, Ironie und tiefere Bedeutung“ entfiel bereits nach der vierten Nummer. Ab Heft 9/1929, kurz nach dem Tod des Künstlers, erhielt er den Titelzusatz „mitbegründet von Heinrich Zille“.
Die Zeitschrift verstand sich als politisches, proletarisch-parteiliches, satirisches Blatt und damit als Mittel des Klassenkampfes. Ein Programm wurde zwar nicht formuliert, doch unter der Rubrik „Sprechstunde der Redaktion“ bezeichnete sich der „Eulenspiegel“ beispielsweise als „einzige deutsche Zeitschrift, die offen für das Interesse des werktätigen Proletariats kämpft“. Als Gegner wurden „Reaktion und Spießertum“ benannt („Eulenspiegel“ 8/1928).
Vor allem in der Startnummer wird deutlich, dass sich Nagel bemühte, die Allgemeinheit der Arbeiterschaft anzusprechen. Sorgfältig vermied er jede Assoziation bezüglich der Parteietikette der KPD. Doch schon im zweiten Heft und auch später immer wieder trat die Parteilichkeit des „Eulenspiegel“ deutlich zutage. Im Gegensatz zu seinen Vorgängern „Der Rote Knüppel“ und „Der Knüppel“, die kontrollierte Agitationsblätter der KPD waren, hatte die Partei gegenüber dem „Eulenspiegel“ keine Weisungsbefugnis. Die persönlichen Verbindungen Nagels und vieler Mitarbeiter zur Partei und ihren Organen waren der Grund für die Nähe zu den kulturpolitischen Aktivitäten der KPD. Überregionalen Aktionen – wie zum Beispiel die Kampagne zum Volksentscheid gegen den Bau des Panzerschiffs A – wurden aufgegriffen. In diesem Fall erschien die „Panzerkreuzer-Sondernummer“ (1928) außerhalb der Reihe. Höhepunkte der Zeitschrift waren weitere politische Aktionen wie der Kampf gegen Paragraph 218 („Eulenspiegel“ 4/1931) oder die Anprangerung der unwürdigen Lage von Arbeiterfrauen („Eulenspiegel“ 10/1931).

## Mitarbeiter
Der Berliner Maler Otto Nagel, bis Oktober 1931 Herausgeber und Schriftleiter, war maßgeblich verantwortlich für die Gestaltung des „Eulenspiegels“. Er lieferte selbst zwar nur wenige eigene Bildbeiträge, doch der Umbruch sowie die Auswahl der Zeichnungen und nach dem Ausscheiden Reimanns der Textbeiträge lagen in seiner Hand. Einige seiner persönlichen Freunde konnte er zur Mitarbeit bewegen: So gewann er den sozialdemokratischen Kunsttheoretiker Adolf Behne für die Reihe „Künstler des Proletariats“. Der schon damals sehr populäre Heinrich Zille fungierte als Mitbegründer der Zeitschrift und veröffentlichte regelmäßig sowohl tagespolitisch akzentuierte Beiträge als auch humorvolle Zeichnungen aus dem Berliner Hinterhofmilieu. Käthe Kollwitz und Erich Weinert gehörten ebenfalls zu Nagels persönlichem Bekanntenkreis.
Die Mitarbeiterzahl war verhältnismäßig groß. Neben Autoren, die mit vollem Namen zeichneten, stehen viele Texte und Zeichnungen, die nur mit Initialen, Pseudonym oder gar nicht gekennzeichnet sind. Für die meisten Zeichner und Autoren waren die Beiträge lediglich Gelegenheitsarbeiten. Viele ständige Mitarbeiter sind in weiteren Blättern zu finden.
Die wesentlichen Autoren des „Eulenspiegel“ sind Slang, Erich Weinert und F. Bernhard; die am häufigsten vertretenen Zeichner Otto Bittner („bi“), Alfred Beier-Red, Josef Sauer, Alois Erbach, Charles Girod, Günter Wagner („Gü“), Karl Holtz, Kurt Werth und Heinrich Zille. Hinzu kamen vor allem im ersten Jahr Karikaturen aus China, Russland, Frankreich, Ungarn, England und anderen Ländern, die vorzugsweise in der Reihe „Eulenweltspiegel“ erschienen.
Zu den damals schon prominenten Mitarbeitern gehörten neben Käthe Kollwitz, George Grosz und Rudolf Schlichter und auf literarischem Gebiet Kurt Tucholsky (unter dem Pseudonym Arno Nadel), von dem hauptsächlich Beiträge aus der „Weltbühne“ übernommen wurden, Johannes R. Becher, Oskar Maria Graf, Arthur Holitscher, Kurt Kläber, Mynona (d. i. Salomo Friedländer) und Ernst Toller. Viele, aber durchaus nicht alle Zeichner des „Eulenspiegel“ waren KPD-Mitglieder oder in die Assoziation revolutionärer bildender Künstler (ARBKD) bzw. den Bund proletarisch-revolutionärer Schriftsteller (BPRS) eingebunden.
Ab März 1930 forderte der „Eulenspiegel“ auch seine Leser zur Mitarbeit auf. Als Honorar wurden u. a. Bücher aus der Universumsbücherei vergeben. Die Resonanz war groß und anhaltend. Die eingereichten Anekdoten, Witze, Karikaturen und Bildgeschichten dieser „Arbeiterzeichner“ und „Arbeiterkorrespondenten“ wurden regelmäßig veröffentlicht.
Die professionellen Mitarbeiter erhielten vermutlich keine hohen Honorare: Sie betrugen etwa ein Drittel dessen, was andere satirische Zeitschriften zahlten.

## Inhalte
Thematisch konzentrierte sich der „Eulenspiegel“ auf die Belange der Arbeiter. Bedingt durch die Weltwirtschaftskrise verschlechterte sich deren soziale Lage: Themen wie der fortschreitende Lohnabbau, verschärfte Arbeitsbedingungen und die rapide Zunahme der Kurzarbeit sowie das Ansteigen der Arbeitslosenzahlen auf 6 Millionen wurden aufgegriffen und angeprangert. Die Verelendung weiter Kreise durch den Abbau der Arbeitslosenunterstützung und die Brüningsche Notverordnungspolitik waren ebenso zentrale Themen der Satire wie die unwürdige Lage proletarischer Frauen und Arbeiterinnen, die Aufrüstung und der wachsende Einfluss der Nazis. Geistlichkeit und Kirche wurden regelmäßig Opfer des Spottes. Dagegen vermittelte der „Eulenspiegel“ ein idealisiertes Bild der Sowjetunion.
Mit der Verschärfung der sozialen und politischen Krise wurde die Satire merklich aggressiver. Ab 1929 wurde die seit 1928 unter der Rubrik „Eulenweltspiegel“ vertretene Auslandssatire kaum noch berücksichtigt. Man konzentrierte sich zunehmend auf innerdeutsche Belange. Unverbindliche Unterhaltung und allgemeine, nur moralisch fundierte Sozialkritik wichen schon nach den ersten Nummern der Zeitschrift einer immer angriffslustigeren, präziser ausgerichteten, anklagenden Satire, die sich nicht nur gegen Kapitalismus, Ausbeutung der Arbeiterklasse und bürgerliches Spießertum, sondern gleichermaßen gegen den erstarkenden Nationalsozialismus und den „Sozialfaschismus“ der SPD richtete.